# محمد امین الحسینی
محمدامین حسینی (به عربی: محمد أمين الحسيني) (۱۸۹۷–۱۹۷۴ م) یک ملی‌گرای عرب فلسطینی و رهبر مسلمان در فلسطین تحت قیمومیت بود. الحسینی از نسل خاندان الحسینی از اشراف عرب اورشلیم بود، که ریشه‌هایشان به پیامبر اسلام، می‌رسد.
الحسینی در پایان جنگ جهانی اول به حمایت از پادشاهی عربی سوریه در دمشق مستقر شد. پس از شکست فیصل اول، ناسیونالیسم او به فلسطین متمایل شد و به بیت‌المقدس بازگشت. او از ۱۹۲۰، در حین تلاش برای استقلال فلسطین به عنوان کشوری عربی با صهیونیسم مخالفت می‌ورزید و رهبری علیه تأسیس اسرائیل بود. او از ۱۹۲۱ تا ۱۹۳۷ مفتی اعظم بیت‌المقدس بود و از این جایگاه برای ترویج اسلام و در عینحال پیشبرد یک ناسیونالیسم عربی غیر اقراری علیه صهیونیسم استفاده می‌کرد.
در سال ۱۹۳۷، برای گریختن از حکم بازداشت به دلیل اعلام رهبری شورش اعراب در فلسطین علیه حکومت بریتانیا در سال‌های ۱۹۳۶ تا ۱۹۳۹، او فرار کرد و به لبنان و سپس عراق پناه برد. سپس در ایتالیای فاشیست و آلمان نازی مستقر شد، که در طول جنگ جهانی دوم علیه بریتانیا با آنها همکاری می‌کرد و در دیداری با آدولف هیتلر از آنها درخواست حمایت از استقلال اعراب و مخالفت با ایجاد خانه ملی یهودیان در فلسطین را کرد. پس از پایان جنگ، او تحت حمایت فرانسه قرار گرفت و سپس به قاهره پناهنده شد. در آستانه جنگ فلسطین در سال ۱۹۴۸، حسینی با طرح تقسیم سازمان ملل در سال ۱۹۴۷ و طرح اردن برای الحاق کرانه باختری مخالفت کرد. حسینی که نتوانست فرماندهی ارتش آزادی‌بخش عرب اتحادیه عرب را به دست آورد، شبه‌نظامیان خود، ارتش جهاد مقدس، را تشکیل داد. در سپتامبر ۱۹۴۸ او در تأسیس دولت سراسری فلسطین در غزه تحت حاکمیت مصر شرکت کرد، اما این دولت به رسمیت شناخته نشد و سرانجام در سال ۱۹۵۹ توسط مصر منحل شد. پس از جنگ و اخراج و فرار فلسطینی‌ها در سال ۱۹۴۸، ادعاهای او برای رهبری بی‌اعتبار شد و سرانجام با تأسیس سازمان آزادی‌بخش فلسطین در سال ۱۹۶۴ به حاشیه رانده شد. او در ژوئیه ۱۹۷۴ در بیروت، لبنان، درگذشت.
حسینی شخصیتی بسیار بحث برانگیز بوده و هست. مورخان اختلاف دارند که آیا مخالفت شدید او با صهیونیسم بر پایه ناسیونالیسم عرب یا یهودستیزی یا ترکیبی از هر دو بوده است. مخالفان فلسطین به اقامت حسینی در زمان جنگ دوم در آلمان و فعالیت های تبلیغاتی او در آلمان نازی اشاره کرده اند تا جنبش ملی فلسطین را با یهودی ستیزی در اروپا مرتبط کنند.ولی مورخان خاطرنشان می‌کنند که حسینی تنها رهبر ملی‌گرای غیراروپایی نبود که با آلمان نازی علیه بریتانیا همکاری کرد و به نمونه‌هایی از همکاری هند، لبنان و حتی گروه شبه‌نظامی یهودی لحی اشاره کردند.

## روابط با نیروهای محور در جنگ جهانی دوم

### الحسینی در عراق
با شروع جنگ جهانی دوم در سپتامبر ۱۹۳۹ حکومت عراق درخواست بریتانیا برای قطع روابط دیپلماتیک با آلمان را اجابت کرد، همه اتباع آلمان را بازداشت کرد و تدابیری اضطراری برای قراردادن عراق در مسیر آماده‌سازی برای جنگ اتخاذ کرد. الحسینی در این زمان در ۱۴ اکتبر ۱۹۳۹ بی سر و صدا با خانواده اش از بیروت خارج شده بود و دو روز بعد به بغداد رسید. او در آنجا به عنوان ملی‌گرای عرب پیشتاز آن زمان و جانشین فیصل یکم مورد استقبال قرار گرفت.
الحسینی از نفوذ و پیوندهایش با آلمانی‌ها برای ترویج ملی‌گرایی عربی در عراق استفاده کرد. او از مروجین اصلی باشگاه پان عرب المثنه بود و از کودتای رشید عالی گیلانی در آوریل ۱۹۴۱ حمایت کرد. وقتی جنگ عراق و انگلستان شروع شد، بریتانیا از نیروی سیار فلسطینی سربازان بریتانیایی و یهودی و واحدهای هنگ عربی استفاده کرد الحسینی از نفوذش برای صدور فتوایی برای جنگی مقدس علیه بریتانیا استفاده کرد.
وضعیت عراق به سرعت به وخامت گرایید، و اخاذی و گاه قتل‌هایی به وقوع می‌پیوست. در پی شکست عراق و سقوط حکومت رشید عالی گیلانی،  پوگروم فرهود در بغداد، به رهبری باشگاه المثنه،  که به عنوان مجرایی برای تأمین بودجه پروپاگاندای آلمان عمل می‌کرد،  در ژوئن ۱۹۴۱ رخ داد. این اولین حمله به یهودیان عراق در یک قرن بود و احساسات خشونت‌آمیز ضدیهودی که در عرض یک دهه پیش از آن بر اثر منازعه در جریان بین عرب‌ها و یهودیان در فلسطین تحریک شده بود محرک آن بود.
وقتی مقاومت عراق سرنگون شد - یاری آلمان و بریتانیا با توجه به کوچکی آن نقش قابل اغماضی در جنگ ایفا کرد – الحسینی در ۳۰ مه ۱۹۴۱ از بغداد (به همراه رشید عالی گیلانی) به ایران تحت سلطنت پهلوی که در آن اول از سوی ژاپن و سپس ایتالیا به او حق پناهندگی اعطا شد گریخت. در ۸ اکتبر، پس از اشغال ایران از سوی متفقین و پس از این که حکومت شاه محمدرضا پهلوی روابط دیپلماتیک را با نیروهای محور قطع کرد، الحسینی در عملیاتی سازمان دهی شده توسط اطلاعات نظامی ایتالیا تحت حفاظت ایتالیا قرار گرفت.  الحسینی مورد استقبال ترکیه قرار گرفت، و به او ویزا یا اجازه ورود به آن داده نشد؛ با این حال او با کمک دیپلمات‌های ایتالیایی و ژاپنی از طریق ترکیه گذر کرد و به بلغارستان و نهایتاً ایتالیا رسید.

### در اروپای در اشغال نازی‌ها
وی در سفر به برلین در سال ۱۹۴۱ در آغاز جنگ جهانی دوم با آدولف هیتلر دربارهٔ حل مسئلهٔ یهودیان خاورمیانه و مقابله با صهیونیسم و خاتمه دادن به مشکل یهودیان گفتگو کرد.
گفته می‌شود احتمالاً در حالی که هیتلر خواستار بیرون راندن یهودیان از اروپا به سرزمین فلسطین بود، الحسینی آن را تهدیدی برای امنیت حضور خود در فلسطین می‌دانست و تلاش کرد هیتلر را از این کار منصرف کند و حمایتش را جلب نماید.
ارنست نولته، فیلسوف و تاریخ‌نگار آلمانی می‌گوید امین الحسینی در نهایت برای براورده‌کردن مقاصدش از سوی آلمان موفق نشد و هیلتر از اجابت درخواست‌هایش خودداری کرد. او اینچنین ادامه می‌دهد که الحسینی صرفاً به واقعیت‌های موجود انسانی و حکومتی (عدم پذیرش رانده‌شدن از سرزمین خود توسط دشمن) پایبندی داشته و نمی‌توان انکار کرد که از قاطع‌ترین مبارزان برای آزادی مردمش و برای حقوق بشر عمومی بوده است.
در اکتبر سال ۲۰۱۵ میلادی، بنیامین نتانیاهو نخست‌وزیر اسرائیل، به طرح همین ادعا تحت عنوان «نقش فلسطینیان در هولوکاست» پرداخت که با انتقاد گستردهٔ مورخان و پژوهشگران هولوکاست و همچنین بسیاری از مقامات و پژوهشگران اسرائیلی روبه‌رو شد. اسحاق هرتزوگ، رهبر حزب کارگر اسرائیل حرف‌های نخست‌وزیر را «تحریف خطرناک تاریخی» توصیف کرد و از او خواست که به سرعت حرف‌هایش را تصحیح کند. حتی موشه یعلون، وزیر دفاع اسرائیل و از چهره‌های نزدیک به بنیامین نتانیاهو هم از تأیید این سخنان خودداری کرد و اظهار داشت: «نمی‌دانم که نخست‌وزیر چه گفته است. تاریخ خیلی خیلی روشن است.» موشه زیمرمن، پژوهشگر برجسته در حوزهٔ هولوکاست و یهودستیزی در دانشگاه عبری اورشلیم هم گفت بنیامین نتانیاهو در بحثی کلان به خاطر اهداف سیاسی مطلبی را بیان کرده است که با واقعیت جور در نمی‌آید. به گفتهٔ وی: «هر کاری که مسئولیت را از دوش هیتلر به عهدهٔ دیگران بیندازد شکلی از انکار هولوکاست است.» این پژوهشگر تاریخ معتقد است هر چند که مفتی اعظم بیت‌المقدس در مقطع جنگ جهانی دوم به نازی‌ها گرایش داشته، اما چهرهٔ کم‌تأثیری بوده که می‌خواسته است از آلمانی‌ها برای مقابله با قیمومیت بریتانیا و مهاجرت یهودیان به فلسطین کمک بگیرد. موشه زیمرمن می‌گوید هیچ مدرکی دال بر اثرگذاری الحسینی بر هیتلر وجود ندارد.
در ۲۵ آوریل ۱۹۴۱، الحسینی طراح اصلی حملهٔ نازی‌ها به بوسنی شد. تحت نظر او صرب‌های مسیحی ارتدوکس برای متمایز شدن، مجبور به استفاده از بازوبند آبی و صرب‌های یهودی مجبور به استفاده از بازوبند زرد شدند. در همین حال، وقتی الحسینی خود را «محافظ اسلام» خواند، حدود صدهزار نفر از بوسنیایی‌های مسلمان به دسته‌های نازی پیوستند. تحت فرمان او، دویست‌هزار مسیحی ارتدوکس صرب، ۲۲٬۰۰۰ نفر از یهودیان بوسنی و بیش از ۴۰٬۰۰۰ کولی به قتل رسیدند که بعدها عامل مهم نفرت بین بوسنیایی‌ها و صرب‌ها در جنگ بوسنی و هرزگووین و صربستان در دههٔ ۱۹۹۰ شناخته شد.

## نگارخانه

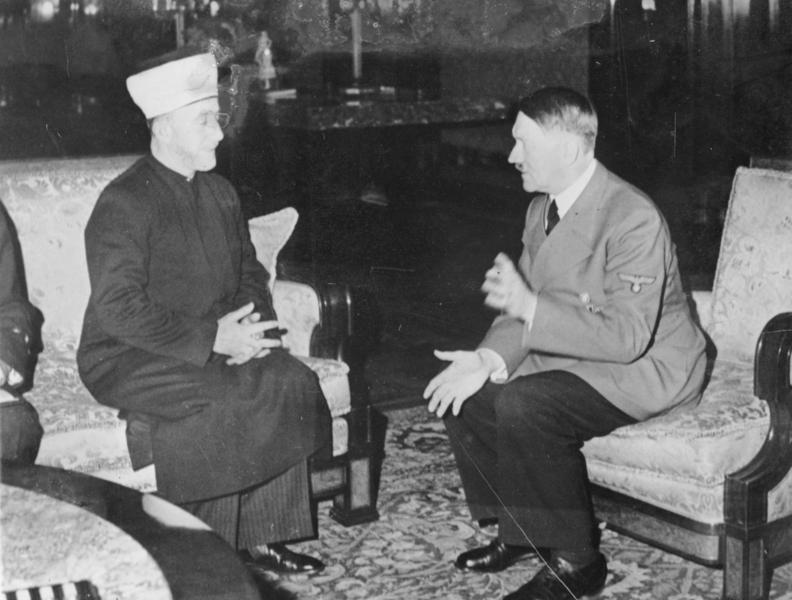
در حال مذاکره با آدولف هیتلر - برلین ۱۹۴۱
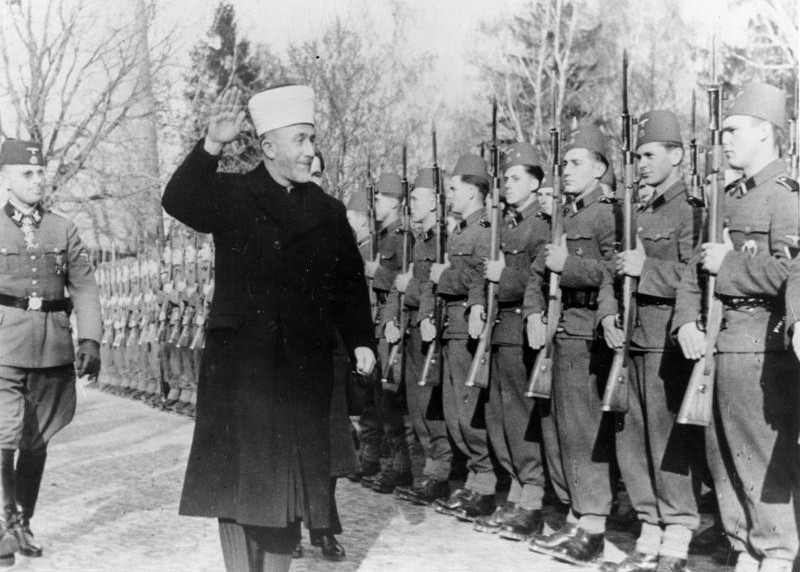
در حال سان دیدن از استخدام‌شدگان وافن اس اس اسلامی
محمد امین الحسینی در حال فرستادن سلام نازی به مسلمانان عضو وافن اس‌اس
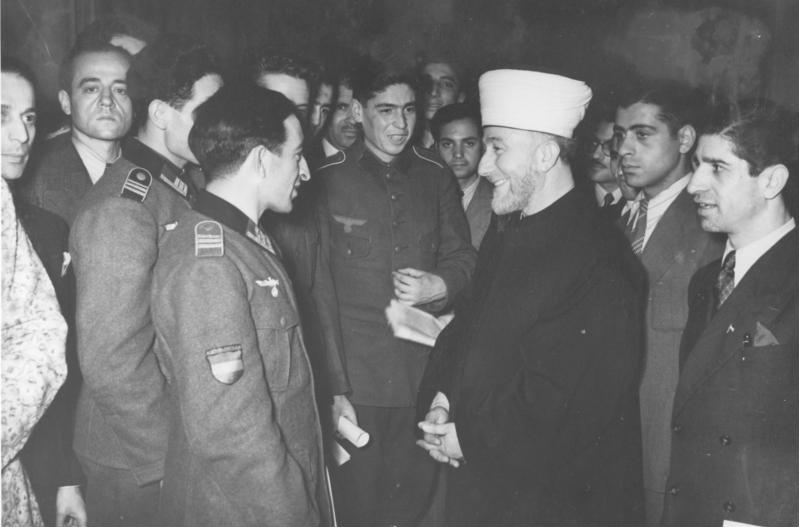
در حال گفتگو با لژیونرهای آذربایجانی مفتی اعظم قدس در ۱۹۴۲، برلین
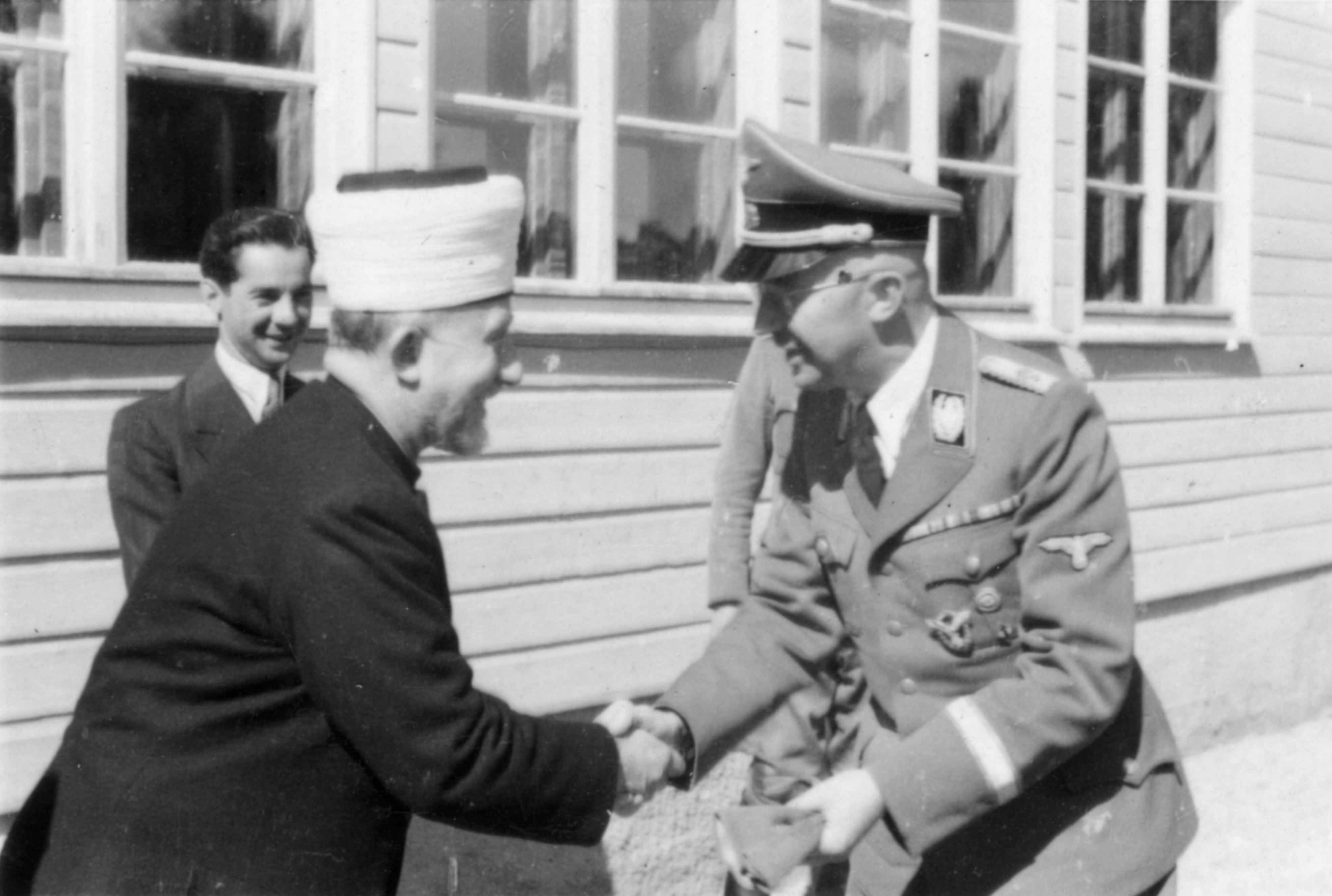
در حال گفتگو با هاینریش هیملر